# 醜聞 (2003年電影)
《醜聞—朝鮮男女相悅之事》（：／ Seukandeul - Joseon namnyeo sang'yeoljisa），是一部2003年上映的韓國情色電影，改編自法國著名小說《危險關係》，場景改為十八世紀朝鮮王朝末期的朝鮮半島，由裴勇浚、李美淑、全道嬿主演。

## 演員陣容
- 裴勇浚 飾演 趙元
- 李美淑 飾演 趙氏夫人
- 全道嬿 飾演 叔夫人鄭熙延
- 趙顯宰 飾演 權仁浩
- 李昭娟 飾演 李小玉
- 全洋子 飾演 左議政夫人
- 羅漢一 飾演 劉大監
- 李美枝 飾演 小玉的母親
- 崔成民 飾演 者斤奴米

## 外部連結
- 官方网站 
- Untold Scandal （页面存档备份，存于） at Tiscali UK/TalkTalk Group (website created by UK actor and designer Adam Jennings)
- 韩国电影数据库（KMDb）上《Untold Scandal》的資料
- 互联网电影数据库（IMDb）上《Untold Scandal》的资料（英文）